# Альфонсо Феличе д’Авалос
Альфонсо Феличе д'Авалос д'Аквино д'Арагона (итал. Alfonso Felice d'Avalos d'Aquino d'Aragona; 1564, Искья или Неаполь — 2 декабря 1593, Рим), маркиз ди Пескара — испанский военачальник.

## Биография
Сын Франческо Фердинандо д'Авалоса, маркиза ди Пескара, и Изабеллы Гонзага.
6-й маркиз Пескары, 4-й маркиз дель Васто, гранд Испании, 3-й князь ди Франкавилла, граф де Монтеодоризио, великий камерлинг Неаполитанского королевства, неаполитанский патриций.
Служил в испанской армии в Нидерландах под командованием Алессандро Фарнезе, участвовал во взятии Нуйса и возглавлял авангард в битве с графами Лестера и Нассау в Зютфене. 9 октября 1584 был пожалован в рыцари ордена Золотого руна; получил цепь из рук Фарнезе 10 июля 1586 в Нуйсе, при содействии казначея, секретаря и гербового короля Эно.
В 1585—1590 или 1588—1593 годах занимал должность генерал-капитана кавалерии Нидерландов, в 1593 году служил на том же посту в армии Миланского герцогства. Умер в конце того же года.

## Семья
Жена (5.06.1583, Пезаро): Лавиния Фельтрия делла Ровере (16.01.1558—7.06.1632), дочь Гвидобальдо II делла Ровере, герцога Урбино, и Виттории Фарнезе
Дети:
- Изабелла д'Авалос д'Аквино д'Арагона (26.04.1585, Пезаро — 27.09.1648), маркиза ди Пескара. Муж (6.12.1597): Иннико III д'Авалос (1578—1632), маркиз ди Пескара, ее двоюродный дядя
- Катерина д'Авалос д'Аквино д'Арагона (16.08.1586, Урбино — 26.05.1618). Муж (13.01.1605): Камилло II Гонзага (1581—1650), граф ди Новеллара
- Ферранте Франческо д'Авалос д'Аквино д'Арагона (9.09.1587, Казальмаджоре — 20.08.1590)
- Мария д'Авалос д'Аквино д'Арагона, монахиня в монастыре Святой Екатерины в Пезаро